# كجيلد ستين
كجيلد ستين (مواليد 18 يونيو 1928) هو ملاكم دنماركي، مثّل بلاده في الألعاب الأولمبية الصيفية 1952.

## روابط خارجية
كجيلد ستين على موقع أوليمبيديا (الإنجليزية)